# Teatro Coliseu (Santos)
O Teatro Coliseu é o maior teatro de Santos, situado no centro histórico da cidade. Construído originalmente em 1909, foi palco de grandes nomes culturais da época como companhias teatrais e musicais, além de óperas, operetas e outros tipos de espetáculos. Após sofrer com a decadência estrutural e abandono, foi tombado pelo Condephaat em 1983 e fechado para reformas em 1996. Passou a pertencer ao município que, após dez anos de reformas, o reabriu. Atualmente, o Coliseu tem capacidade para mil espectadores e é consolidado como um importante ponto turístico da cidade.

## História

### Construção
Em 18 de julho de 1897 a Companhia Coliseu Santista, fundada por José Luis de Almeida Nogueira e Heitor Teixeira Penteado, inaugurou um ginásio de esportes com arquibancadas e um velódromo, permanecendo ativo até 1903. Abandonada, a construção chamou a atenção do empresário Francisco Serrador que adquiriu a propriedade e lá inaugurou um bar em 23 de julho de 1909. Nesse período o edifício foi muito usado para atividades políticas, sendo notória uma conferência de Ruy Barbosa. Posteriormente passou por uma grande reforma e, em 1924, foi reinaugurado pela Companhia Cinematográfica Brasileira com sua configuração atual sob o nome de Teatro Coliseu Santista, projetado por João Bernils.

### Meados do século XX
No dia 21 de junho de 1924 o Teatro Coliseu teve sua inauguração marcada pela encenação do libreto de João Köpke "A Bela Adormecida" pela orquestra do Conservatório Dramático e Musical de São Paulo, com partitura do então presidente do Estado de São Paulo Carlos de Campos. Considerado o 4º teatro em ordem de importância no Brasil, foi também palco da estreia do cinema falado na cidade em 1929.

### Decadência
A década de 50 foi marcada pela decadência das casas teatrais conforme os interesses sociais de Santos se voltavam para a orla da praia. O Coliseu passou a ser utilizado também para festas de formatura, além de ter sua estrutura modificada nas décadas seguintes para a instalação não apenas de lojas como também um cartório, uma farmácia e uma sede de clube na cobertura onde anteriormente funcionava um cassino. Em 1967 começou a ser descaracterizado com a demolição dos fundos do teatro para a construção de um posto de gasolina. Já na década de 70, a exibição de filmes pornográficos toma o lugar do teatro.
Com a precarização da estrutura, foi desativado na década de 1980. Em agosto de 1989 a prefeita Telma de Souza decretou a desapropriação do imóvel, que levou o mesmo a ser tombado em dezembro do mesmo ano.

### Reinauguração e atualidade
Em 11 de janeiro de 1994 o Condephaat realizou uma consulta à prefeitura de Santos sobre a existência de diretrizes para o restauro do Coliseu. A conclusão total de sua restauração deu-se em janeiro de 2006, onde foram gastos R$ 20 milhões.

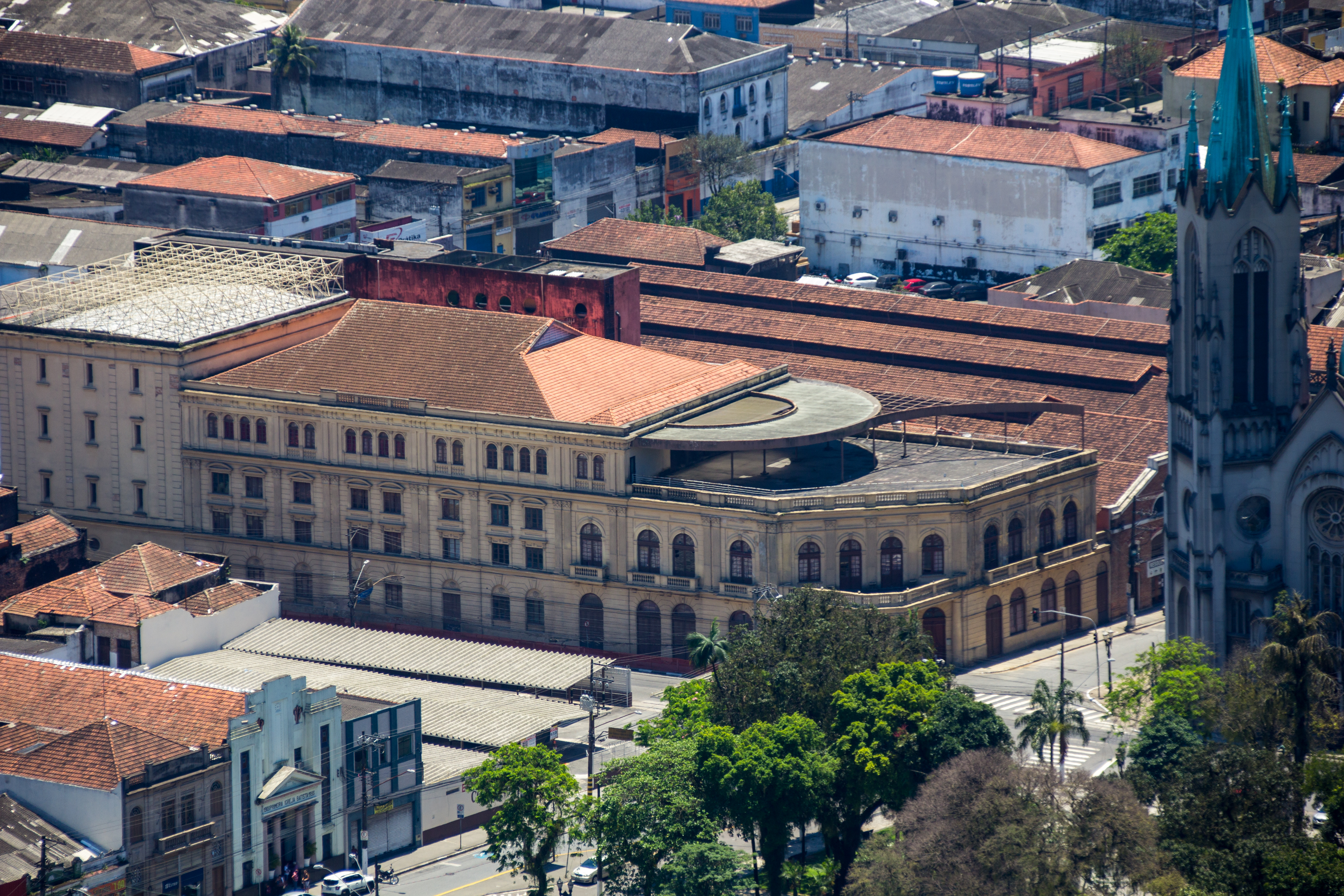
Teatro Coliseu em 2017